# Carl Gustaf von Schantz
Carl Gustaf von Schantz, född 1683 i Örebro, död 1758, var en svensk major, tygmästare vid sjöartilleriet och tecknare.

## Biografi
Carl Gustaf von Schantz var son till protokollsekreteraren Fredrik von Schantz och Anna Ursula Scheffer och gift första gången 1719 med Anna Dahlstedt och andra gången från 1751 med Christina Barbara Raab. Han blev volontär vid fortifikationskontoret i Stockholm 1698 och konduktör 1701. Han utnämndes till löjtnant i Karlskrona 1706 och kaptenlöjtnant vid artilleriet i Stockholm 1712. Han utsågs till fyrverkerikapten vid amiralitetet i Karlskrona 1715 och major vid volontärregementet 1743 för att slutligen bli tygmästare vid sjöartilleriet 1748. Som många andra av tidens fortifikationsofficerare var han även verksam som tecknare och finns representerad vid bland annat Uppsala universitetsbibliotek.